# RTGSplus
RTGSplus war zwischen 2001 und 2007 das liquiditätssparende Brutto-Echtzeitverfahren (RTGS) der Deutschen Bundesbank zur Abwicklung von Inlands- und Auslandszahlungen. Es wurde 2001 als Nachfolgesystem für ELS und EAF in Betrieb genommen.
Das System zeichnete sich u. a. durch folgende Eigenschaften aus:
- Eingereichte Aufträge wurden sofort in Echtzeit disponiert (auch durch gegenläufige Zahlungen).
- Bei ausreichender Deckung erfolgte eine unmittelbare Übertragung von Zentralbankgeld.
- Für den empfangenen Teilnehmer war eine RTGSplus-Gutschrift sofort endgültig und stand uneingeschränkt zur Verfügung.
- RTGSplus verwendete international gebräuchliche SWIFT-Standards in den Dateiformaten.
- RTGSplus war an allen TARGET-Geschäftstagen von 7:00 bis 18:00 Uhr EZB-Zeit für die Zahlungsabwicklung geöffnet. Somit war RTGSplus außer samstags und sonntags nur an wenigen Feiertagen geschlossen.

RTGSplus wurde mit Wirkung vom 19. November 2007 durch das neue Brutto-Clearingsystem TARGET2 des Eurosystems (ESCB) abgelöst. Über diese Plattform können alle EUR-Eilzahlungen im europäischen Währungsraum abgewickelt werden.